# (6452) Johneuller
(6452) Johneuller (1991 HA) – planetoida z pasa głównego asteroid okrążająca Słońce w ciągu 3,81 lat w średniej odległości 2,44 j.a. Odkryta 17 kwietnia 1991 roku.